# Dorothy Lightbourne
Dorothy Lightbourne (* 6. Oktober 1938 in Aeolus Valley, St. Thomas) ist eine jamaikanische Politikerin (JLP). Sie war von September 2007 bis Juni 2011 Justizministerin und Attorney General (Minister of Justice and Attorney General) Jamaikas.

## Leben
Lightbourne besuchte die Addey and Stanhope Grammar School in London und die Wolmer’s Girls’ School in Jamaika. Danach studierte sie in an der University of Hull und erwarb den Bachelor of Arts. Sie arbeitete dann zunächst in Großbritannien. Seit ihrer Rückkehr nach Jamaika im Jahr 1973 ist sie in ihrer eigenen Kanzlei als Rechtsanwältin tätig. 

## Politik
Lightbourne war von 1984 bis 1989 Senatorin für die regierende Jamaica Labour Party (JLP) und war zeitweise stellvertretende Senatspräsidentin (Deputy President of the Senate). Von 2002 bis 2007 hatte sie, diesmal als Vertreterin der Opposition, wieder einen Sitz im Senat inne. Bei der Parlamentswahl am 3. September 2007 errang die JLP die Regierungsmehrheit. Lightbourne wurde erneut zur Senatorin ernannt und von Bruce Golding als Ministerin für Justiz und Attorney General in die Regierung berufen. Ihre Vereidigung fand am 14. September 2007 statt.
Sie geriet durch die Affäre um die Auslieferung von Christopher Coke an die USA zunehmend unter Druck und schied im Zuge einer Kabinettsumbildung Ende Juni 2011 aus dem Amt. In der Folge wurden einem Vorschlag der Untersuchungskommission zum Umgang der Regierung mit dem Auslieferungsverfahren folgend die Ämter des Justizministers und des Attorney Generals getrennt. Das Justizministerium übernahm Delroy Chuck, der zuvor Sprecher des Repräsentantenhauses war.